# Walter Wahn
Walter Wahn war ein deutscher Fußballspieler.

## Karriere

### Vereine
Wahn gehörte Union 03 Altona als Abwehrspieler an, für den er in den vom Norddeutschen Fußball-Verband organisierten Meisterschaften seine Premierensaison im Seniorenbereich in der Nordkreisliga, eine von zwei Staffeln der „Norddeutschen Liga“, danach im Elbekreis, eine von inzwischen sechs Staffeln. Von 1922 bis 1928 spielte er weiterhin im Elbekreis, jedoch im Bezirk Groß-Hamburg integriert.
Am Saisonende 1923/24 ging er mit seiner Mannschaft als Sieger aus dem Elbekreis hervor; das Finalspiel Groß-Hamburg wurde jedoch mit 1:2 gegen den Hamburger SV, dem Sieger des Alsterkreises, verloren. Als Zweitplatzierter nahm sein Verein an der Qualifikation für die Endrunde um die Norddeutsche Meisterschaft teil, setzte sich am 16. März 1924 mit 4:3 beim VfR Harburg durch und belegte in der fünf Mannschaften starken Siegerstaffel den dritten Platz. In den darauf folgenden vier Spielzeiten belegte die Union 03 Altona jeweils den zweiten Platz im Elbekreis. Am Saisonende 1928/29 belegte er mit seiner Mannschaft in der leistungsdichteren und erstmals ausgetragenen Runde der Zehn den dritten Platz. Die ersten sechs Mannschaften nahmen an der Qualifikation für die Endrunde um die Norddeutsche Meisterschaft teil, wobei sein Verein mit dem 3:0-Sieg beim VfB Peine, eine von zehn weiteren Mannschaften aus den sechs Oberligen, ins Viertelfinale einzog, dieses jedoch am 21. April 1929 mit 1:3 beim Hamburger SV verlor. Seine letzte Saison bestritt er in der Oberliga Groß-Hamburg, als eine von sechs Oberligen, die sein Verein als Drittplatzierter abschloss. Im sich anschließenden Achtelfinale um die Norddeutsche Meisterschaft wurde der VfL Schwerin mit 7:1 besiegt; im Viertelfinale unterlag man zunächst beim SV Arminia Hannover mit 3:4, dann aufgrund des stattgegebenen Protestes, auch das Wiederholungsspiel mit 2:3.

### Auswahlmannschaft
Als Spieler der Auswahlmannschaft des Norddeutschen Fußball-Verbandes nahm er am Wettbewerb um den Bundespokal teil. Das am 9. März 1930 erreichte Finale in Altona wurde durch die Tore von Otto Sommer und Franz Horn, beides Spieler des Hamburger SV, gegen die Auswahlmannschaft des Verbandes Brandenburgischer Ballspielvereine mit 2:0 gewonnen.

## Erfolge
- Bundespokal-Sieger 1930
- Dritter der Norddeutschen Meisterschaft 1924
- Zweiter der Bezirksmeisterschaft Groß-Hamburg 1924
- Sieger Elbekreis 1924